# Jón Gnarr
Jón Kristinsson Gnarr (Reykjavík, 2 gennaio 1967) è un attore, comico e politico islandese, famoso per aver fondato il Besti flokkurinn, un partito politico-satirico islandese con cui ha vinto le elezioni comunali di Reykjavík del 2010.

## Biografia
All'età di cinque anni gli fu erroneamente diagnosticata una grave disabilità intellettuale, e per tale motivo rimase in cura fino ai sette anni nel reparto di psichiatria infantile dell'ospedale statale di Dalbraut, Reykjavík, soffrendo di dislessia e difficoltà di apprendimento.
Durante l'adolescenza, era conosciuto con il soprannome di Jóns Punk nel gruppo punk Nefrennsli in cui suonava il basso. Frequentò diverse scuole superiori, ma non riuscì a superare l'esame di ammissione all'università (Stúdentspróf). Da giovane ha lavorato con la Volvo e ha guidato un taxi a Reykjavík. Durante gli anni Ottanta, lui e la sua futura moglie Jóhanna Jóhannsdóttir conobbero i membri del gruppo rock alternativo Sugarcubes, tra cui Björk e Einar Örn Benediktsson. Björk rimase un'amica intima di Jóhanna, scrivendo su di lei la canzone Jóga contenuta nell'album Homogenic del 1997.

### Carriera artistica
Nel 1994, Jón si è unito a Sigurjón Kjartansson per formare il duo radiofonico Tvíhöfði. Nel 1997 è entrato a far parte dell'emittente televisiva Stöð 2, dove ha scritto e recitato in diverse stagioni dello spettacolo comico islandese Fóstbræður. I suoi film più conosciuti sono Il sogno islandese e Un uomo come me. Il suo spettacolo comico Ég var einu sinni nörd (Io ero un nerd) è autobiografico. Nel 2004 ha scritto, recitato e prodotto un cortometraggio, The Man On the Back.
Ha lavorato come scrittore e attore creativo presso l'agenzia pubblicitaria islandese EnnEmm, producendo diversi spot televisivi popolari. Ha interpretato Georg Bjarnfreðarson nelle serie televisive Næturvaktin (Turno di notte), Dagvaktin (Turno di giorno) e Fangavaktin (Turno in prigione). È stato anche co-sceneggiatore della serie, che ha introdotto una serie di nuovi attori. Nel 2009 ha recitato nel lungometraggio Bjarnfreðarson, che lo ha reso ancora più popolare tra il pubblico islandese. Jón è membro della Félag íslenskra leikara (Gilda degli Attori islandesi) e della Félag leikskálda og handritshöfunda (Gilda dei Drammaturghi e degli Sceneggiatori).

### Attività politica
(Jón Gnarr)
Alla fine del 2009, Gnarr fondò il Best Party insieme ad altre persone che non avevano alcuna esperienza in politica, tra cui Einar. Il "Partito Migliore" era un movimento politico satirico che parodiava la politica islandese e mirava a rendere più divertente la vita dei cittadini. Sorprendentemente, la lista di Jón Gnarr vinse le elezioni comunali di Reykjavík del 2010, ottenendo il 34,7% dei voti e conquistando così 6 seggi su 15 nel Consiglio comunale. La sconfitta del sindaco uscente Hanna Birna Kristjánsdóttir (Partito dell'Indipendenza di centro-destra) fu un autentico shock per il primo ministro islandese Jóhanna Sigurðardóttir, mentre la vittoria di Jón è ampiamente vista come un contraccolpo contro i politici dell'establishment sulla scia della crisi finanziaria islandese del 2008-2011.
Il programma elettorale di Gnarr prevedeva di fornire asciugamani gratis in tutte le piscine, di mettere un orso polare allo zoo di Reykjavík per farlo accarezzare ai bambini, di piantare le palme sulla costa, ogni genere di cose per i più deboli, la costruzione di una Disneyland nella zona aeroportuale di Vatnsmýri, di liberare il palazzo del parlamento dalla droga fino al 2020, trasparenza sostenibile, di costruire caselli al confine con Seltjarnarnes, l'eliminazione di tutti i debiti, il libero accesso a Hljómskálagarðurinn (parco della rotonda orchestrale), importare gli ebrei in Islanda per avere finalmente qualcono che ne capisca di finanza, di non lavorare per quattro anni mantenendo lo stipendio, consentire ai contadini islandesi di portarsi la pecora nella stanza d'albergo senza sovrapprezzo. Sia prima che dopo essere stato eletto, Jón ha annunciato che non sarebbe entrato in un governo di coalizione con nessuno che non avesse visto la serie The Wire trasmessa dalla HBO. Alla fine, il suo partito si coalizzò con l'Alleanza socialdemocratica (Samfylkingin) per governare la capitale islandese.
Dopo l'insediamento a sindaco, ha scherzosamente proposto che la città fosse soprannominata Gnarrenburg, titolo di un suo precedente talk show televisivo. Nello stesso anno ha partecipato, vestito da drag queen alla parata del Gay Pride 2010 e a Natale ha diffuso un messaggio video di auguri mascherato da Dart Fener con un berretto da Babbo Natale, suggerendo una fusione con il vicino comune di Kópavogur. Gnarr ha protestato contro il trattamento riservato dal governo cinese all'attivista per i diritti umani Liu Xiaobo, prima dell'annuncio del premio Nobel per la pace 2010. Ha anche dichiarato di ritenere che l'importanza dell'Unione europea sia altamente sopravvalutata. Durante il mandato, ha anche concesso il permesso per la costruzione della prima moschea islandese.
Il 30 ottobre 2013, Gnarr ha annunciato che non si sarebbe candidato per un secondo mandato da sindaco.
Da quando ha lasciato l'incarico, Gnarr si è battuto affinché l'Islanda abbandonasse le sue leggi sui nomi tradizionali islandesi, considerandole discriminatorie.
Jón ha pubblicato il libro Gnarr! Come sono diventato sindaco di una grande città in Islanda e cambiato il mondo. Nel gennaio 2015 Gnarr è entrato a far parte del Center for Energy and Environmental Research in the Human Sciences (CENHS) della Rice University come primo scrittore in residenza.
Dopo che il presidente dell'Islanda, Ólafur Ragnar Grímsson, annunciò il 1º gennaio 2016 che non si sarebbe candidato alle elezioni presidenziali, si è ipotizzato che Gnarr avrebbe presentato la sua candidatura, ma poco dopo Gnarr ha annunciato che non si sarebbe candidato "per il momento", ma che avrebbe potuto "pensare di farlo più tardi", e che era più interessato a lavorare nella televisione islandese.
Durante le elezioni parlamentari del 2017, Gnarr è stato responsabile della campagna elettorale dell'Alleanza socialdemocratica.